# Craterocephalus lacustris
Craterocephalus lacustris és una espècie de peix pertanyent a la família dels aterínids.

## Descripció
- Pot arribar a fer 14 cm de llargària màxima.
- 6-9 espines i 7-9 radis tous a l'aleta dorsal i 1 espina i 8-10 radis tous a l'anal.[2][3]

## Hàbitat
És un peix d'aigua dolça, bentopelàgic i de clima tropical (22 °C-24 °C; 6°S-7°S).

## Distribució geogràfica
Es troba al llac Kutubu i el riu Soro (Papua Nova Guinea).

## Observacions
És inofensiu per als humans.